# Aéroport de Cowley
L'aéroport de Cowley est un aéroport situé en Alberta, au Canada.